# Suzanne Bizard
Pour les articles homonymes, voir Bizard.
Suzanne Bizard, née le 1er août 1873 à Saint-Amand-Montrond et morte le 21 janvier 1963 à Paris, est une sculptrice française.

## Biographie
Suzanne Bizard naît le 1er août 1873 à Saint-Amand-Montrond.
Devenue sculptrice, elle est membre toute sa vie de l'association la Société des Artistes Français, créée en 1881, qui gère notamment le Salon des artistes français, une exposition annuelle qui a pris le relais du Salon de peinture et de sculpture. L'artiste a exposé au sein de cette association jusqu'à sa mort.
Elle obtient une mention honorable au Salon des artistes français en 1900, où sa statue de plâtre Vers l’idéal (No 1846) est achetée par l’État français. Elle expose aussi dans ce Salon L'Honneur et l'Argent en 1903 et deux portraits en 1904 et 1905. Elle reçoit une médaille de bronze en 1913. Elle se fait une spécialité de portraits en buste, de statuettes d’enfants, de groupes et d'objets décoratifs en bronze.

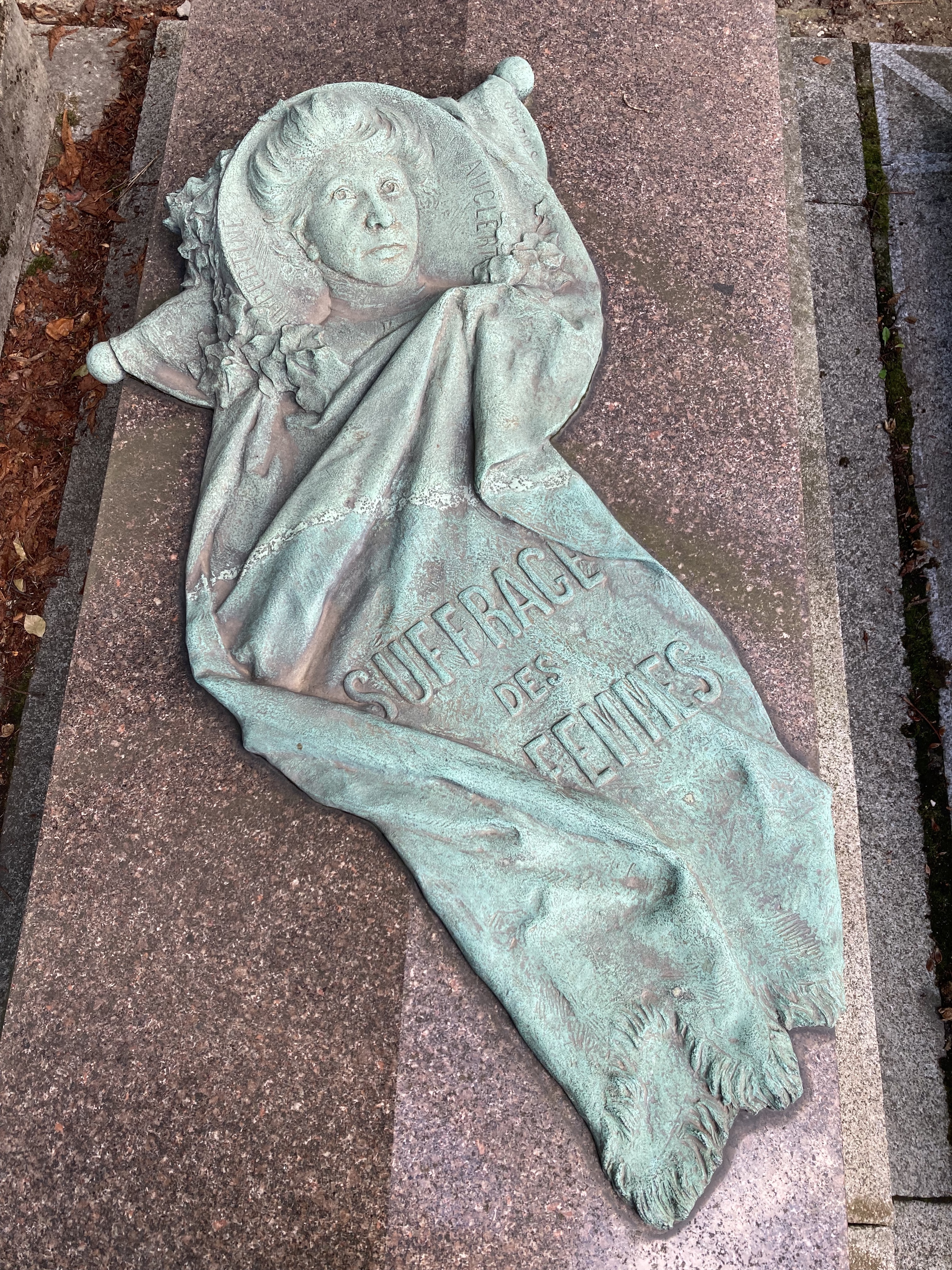
Sculpture de Suzanne Bizard sur la tombe de Hubertine Auclert

Elle a réalisé la sculpture qui orne la tombe de la féministe française Hubertine Auclert (1848-1914) au cimetière du Père-Lachaise (division 49) à Paris.
Suzanne Bizard meurt le 21 janvier 1963 à Paris.

## Collections publiques
- Musée municipal de Saint-Dizier, Vers l'idéal (no 1846), Catalogue interministériel des Dépôts d’œuvres d'Art de l'État .